# Christian Wilhelm von Beerfelde
Christian Wilhelm von Beerfelde (geb. um 1730 in Lossow; gest. 4. April 1792 in Liebenow (Landkreis Landsberg (Warthe))) war ein preußischer Landrat.

## Herkunft und Leben

Wappen derer von Beerfelde

Christian Wilhelm von Beerfelde war Angehöriger des Adelsgeschlechts Beerfelde. Er war der Sohn von Adolph Friedrich von Beerfelde (* um 1685), Hofrat und Erbherr auf Lossow. Christian Wilhelm besuchte zunächst ab April 1746 das Collegium Carolinum, bevor er sich im Oktober 1749 an der Universität Frankfurt (Oder) immatrikulierte. Nach Ende des Studiums wurde er Kreisdeputierter und nach dem Tod von Hans Wotislaw von Wobeser im Jahr 1776 zu dessen Nachfolger als Landrat des Landsberger Kreises gewählt. Nachdem er das Große Examen am 5. April 1777 bestanden hatte, folgte am 9. April die Bestallung zum Landrat. Damit verbunden war die gleichzeitige Ernennung zum Direktor der Feuersozietät. Das Amt als Landrat gab er im Januar 1792 auf, sein Nachfolger wurde Christian Stephan von Schöning.

## Persönliches
Christian Wilhelm von Beerfelde saß auf Liebenow und war mit Dorothea Sophia (* 1754), geb. von Sydow, verheiratet. Das Paar hatte einen Sohn und mindestens zwei Töchter. Sein Bruder Hans Sigismund von Beerfelde (1726–1788) war Landrat im Landkreis Lebus.